# Złotowo (Gostomie)
Złotowo (kaszb. Złotowò) – część wsi Gostomie w Polsce, położona w województwie pomorskim, w powiecie kościerskim, w gminie Kościerzyna, na Pojezierzu Kaszubskim, nad jeziorem Małym Długim. Wchodzi w skład sołectwa Gostomie.
W latach 1975–1998 Złotowo administracyjnie należało do województwa gdańskiego.